# Carla Peterson
Carla Constanza Peterson

(Córdoba, 6 d'abril de 1974), coneguda com a Carla Peterson, és una actriu i directora de teatre argentina. Els seus papers de repartiment a Son amores i Sos mi vida i protagonistes a Lalola i Los exitosos Pells la van portar a la fama i li van valer importants premis com el Martín Fierro i el premio Clarí, durant dos anys consecutius.

## Vida personal
És filla d'un comodor de la Força Aèria Argentina i una advocada. Va néixer el 6 d'abril de 1974, a la ciutat argentina de Córdoba, capital de la província homònima, on va viure els dos primers anys de la seva vida. Descendent de suecs per part del seu pare i d'italians per part de la seva mare, és la gran de tres germans i des de nena va saber que volia ser actriu.
Està casada amb l'exministre d'Economia i actual senador nacional per la ciutat de Buenos Aires, Martín Lousteau, amb qui té un fill anomenat Gaspar, qui va néixer el 26 de gener de 2013.

## Trajectòria
El treball d’actriu de Carla Peterson es caracteritza per la seva versatilitat, representant rols tràgics o, per contra, a personatges d'humor còmic.
Reconeix al director Miguel Guerberof com el seu mestre; ell va apuntalar la seva formació en el teatre clàssic i la va dirigir en diverses obres de Shakespeare (Cuento de invierno, Para todos los gustos, Todo está bien si termina bien) i també en la versió d'El Castillo, de Kafka.
Als 18 anys es va mudar un parell de mesos a Nova York i a Los Angeles per prendre classes de dansa. Dos anys més tard es va presentar en un càsting de televisió i va ser triada per a participar en Montaña rusa, tira dedicada a un públic adolescent. V a continuar actuant en ficcions com Verano del 98, EnAmorArte i Son amores. En aquesta última va obtenir popularitat per la seva interpretació de Brigitte.
En 2004 va actuar en la telecomèdia Los pensionados; en 2005 va interpretar a la vilana de Frijolito, telenovel·la de Telemundo filmada a l'Argentina, i després va participar en la sèrie Mujeres asesinas, en el capítol Norah, amiga.
El 2006 va participar en Sos mi vida, on va destacar en el paper de "Constança", el personatge de contrapunt de la protagonista de Natalia Oreiro. Després va aconseguir el seu primer protagonista amb la sèrie Lalola, on va encarnar a un home masclista, faldiller i misogin dedicat a la publicitat que, fetillat per una ex-xicota despechada i venjativa, és transferit al cos d'una dona, havent d'afrontar el món des d'una nova perspectiva. Aquesta sèrie, coprotagonitzada per Luciano Castro, va revolucionar les novel·les de parla hispana, generant un èxit als països on va ser transmesa i va incentivar el llançament de noves versions basades en l'original, com en Espanya i en Xile.
Entre els anys 2008 i 2009 va protagonitzar Los exitosos Pells, al costat de Mike Amigorena, i el 2011 va tornar a ser protagonista a Un año para recordar, amb Gastón Pauls, ambdues telecomèdies emeses per Telefe.
El 2012 va actuar a l’unitari Tiempos compulsivos i al següent va participar en la segona temporada de la sèrie En terapia.
Durant 2014 va protagonitzar, al costat de Mercedes Morán, Araceli González, Florencia Bertotti i Isabel Macedo, la sèrie de Pol-ka Guapas, per la que va rebre el premi Martin Fierro a la millor actriu.
Va coprotagonitzar la pel·lícula Inseparables al costat d’Oscar Martínez, Rodrigo De La Serna i Alejandra Flechner l'any 2016, amb la direcció de Marcos Carnevale.
El 2017 va protagonitzar Mamá se fue de viaje, al costat de Diego Peretti, sota la direcció d’Ariel Winograd.
Durant ‘any 2018 va protagonitzar 100 días para enamorarse, una sèrie de Telefe produïda per Sebastián Ortega, interpretant a Laura Contempomi,al costat de Nancy Dupláa, Luciano Castro i Juan Minujín.
També va actuar a les pel·lícules: El mural, Medianeras, Dos más dos, Las insoladas i Una noche de amor.
En teatre ha protagonitzat les obres: Corazón Idiota, al costat de Griselda Siciliani, La guerra de los Rose, amb Adrián Suar, i Venus en la piel, amb Juan Minujín.

## Filmografia

### Cinema
| Any  | Títol                | Personatge      | Director                          | Notes                   |
| ---- | -------------------- | --------------- | --------------------------------- | ----------------------- |
| 2007 | Ratatouille          | Colette Tatou   | Brad Bird                         | Veu en doblatge argentí |
| 2009 | La ventana           | Claudia         | Carlos Sorín                      | Protagonista            |
| 2010 | Plumíferos           | Clarita         | Daniel De Felippo                 | Paper de veu            |
| 2010 | El mural             | Blanca Luz Brum | Héctor Olivera                    | Protagonista            |
| 2011 | Medianeras           | Marcela         | Gustavo Taretto                   | Participació especial   |
| 2012 | Dos más dos          | Betina          | Diego Kaplan                      | Coprotagonista          |
| 2014 | Las insoladas        | Flor            | Gustavo Taretto                   | Coprotagonista          |
| 2016 | Una noche de amor    | Paola           | Hernán Guerschuny                 | Coprotagonista          |
| 2016 | Inseparables         | Verónica        | Marcos Carnevale                  | Paper de repartiment    |
| 2017 | Mamá se fue de viaje | Vera            | Ariel Winograd                    | Coprotagonista          |
| 2018 | Recreo               | Andrea          | Hernán Guerschuny i Jazmín Stuart | Coprotagonista          |
| 2018 | Animal               | Susana Decoud   | Armando Bó Jr                     | Coprotagonista          |
| 2022 | El gerente           | Federica        | Ariel Winograd                    | Coprotagonista          |
| 2023 | Blondi               | Martina         | Dolores Fonzi                     | Paper de repartiment    |

### Televisió
| Any       | Títol                     | Personatge                        | Canal      |
| --------- | ------------------------- | --------------------------------- | ---------- |
| 1993      | Princesa                  | Catalina Mendoza                  | Canal 9    |
| 1994      | Aprender a volar          | Carla                             | Canal 13   |
| 1994-1995 | Montaña rusa              | María                             | Canal 13   |
| 1995      | La nena                   | Sol                               | Canal 9    |
| 1996      | Por siempre mujercitas    | Lola                              | Canal 9    |
| 1997      | Naranja y media           | Valeria                           | Telefe     |
| 1998      | La nocturna               | Martina Aguirre                   | El Trece   |
| 1998      | Los Acosta                | Paola Acosta                      | Telefe     |
| 1999-2000 | Verano del 98             | Perla Gómez                       | Telefe     |
| 2001      | EnAmorArte                | Lucía Prieto                      | Telefe     |
| 2002-2003 | Son amores                | Brigitte Monti                    | El Trece   |
| 2004      | La niñera                 | Anna Wainer                       | Telefe     |
| 2004      | Los pensionados           | Sandra                            | El Trece   |
| 2005      | Amarte así                | Chantal Villagarcía               | Telemundo  |
| 2005      | Mujeres asesinas          | Analía "Ep.15: Norah, amiga"      | El Trece   |
| 2006-2007 | Sos mi vida               | Constanza Insúa                   | El Trece   |
| 2007-2008 | Lalola                    | Dolores "Lola" Padilla            | América TV |
| 2008-2009 | Los exitosos Pells        | Soledad "Sol" Casenave            | Telefe     |
| 2011      | Un año para recordar      | Ana María Santos                  | Telefe     |
| 2011      | Los Únicos                | Doris Hoffman                     | El Trece   |
| 2012-2013 | Tiempos compulsivos       | Inés Alonso                       | El Trece   |
| 2013      | En terapia                | Juliana Rosso                     | TV Pública |
| 2014-2015 | Guapas                    | María Emilia "Mey" García del Río | El Trece   |
| 2015      | Dispuesto a todo          | Laura                             | El Trece   |
| 2016      | Educando a Nina           | Paz Echegaray                     | Telefe     |
| 2018      | 100 días para enamorarse  | Laura Contempomi                  | Telefe     |
| 2018      | Edha                      | Tatiana Aragón                    | Netflix    |
| 2019      | Reacción en cadena        | Diana                             | El Trece   |
| 2020      | Casi feliz                | Eva                               | Netflix    |
| 2021      | 100 días para enamorarnos | Martina Guerty                    | Telemundo  |
| 2021      | Terapia alternativa       | Selva                             | Star+      |

### Videoclips
| Ay   | Títol         | Artista      |
| ---- | ------------- | ------------ |
| 1999 | Desfachatados | Babasónicos  |
| 2019 | Se acabó      | Jimena Barón |

### Teatre
| Any       | Obra                           | Direcció                                    | Lloc                      |
| --------- | ------------------------------ | ------------------------------------------- | ------------------------- |
| 2000-2001 | Chicas católicas               | Alicia Zanca                                |                           |
| 2001-2002 | Todo está bien si termina bien | Miguel Guerberof                            | Teatro Anfitrión          |
| 2002      | Para todos los gustos          | Miguel Guerberof                            | El ombligo de la luna     |
| 2004-2005 | El castillo de Kafka           | Miguel Guerberof                            | Teatro del Abasto         |
| 2005      | ¿Quien es Janet?               | Claudia Fontán                              | Teatro variedades concert |
| 2006-2007 | Comedia                        | Miguel Guerberof                            | Teatro Beckett            |
| 2007-2008 | Ceremonia enamorada            | Carla Peterson                              | Teatro Beckett            |
| 2009-2010 | Corazón idiota                 | Carlos Casella, Daniel Cúparo i Ana Frenkel | Paseo La Plaza            |
| 2011      | La guerra de los Rose          | Marcos Carnevale                            | Teatro Maipo              |
| 2015      | Venus en piel                  | Javier Daulte                               | Paseo La Plaza            |

## Publicitats
| Any  | Marca   | Producte |
| ---- | ------- | -------- |
| 2016 | Bagóvit | Crema    |

## Premis

### Premis Martín Fierro
| Any  | Categoria                            | Programa                  | Resultat   |
| ---- | ------------------------------------ | ------------------------- | ---------- |
| 2002 | Actriu de repartiment                | Son Amores                | Nominada   |
| 2006 | Actriu de repartiment en comèdia     | Sos mi vida               | Nominada   |
| 2007 | Actriu protagonista de comèdia       | Lalola                    | Guanyadora |
| 2008 | Actriu protagonista de comèdia       | Lalola Los exitosos Pells | Guanyadora |
| 2009 | Actriu protagonista de comèdia       | Lalola Los exitosos Pells | Nominat    |
| 2015 | Actriu protagonista de ficció diària | Guapas                    | Guanyadora |
| 2019 | Actriu protagonista de ficció diària | 100 días para enamorarse  | Guanyadora |

### Premis Clarín
| Any  | Categoria         | Programa           | Resultat   |
| ---- | ----------------- | ------------------ | ---------- |
| 2002 | Actriu revelació  | Son amores         | Guanyadora |
| 2007 | Actriu de comèdia | Lalola             | Guanyadora |
| 2008 | Actriu de comèdia | Lalola             | Guanyadora |
| 2009 | Actriu de comèdia | Los exitosos Pells | Nominada   |

### Premis Konex
| Any  | Categoria                                          | Resultat   |
| ---- | -------------------------------------------------- | ---------- |
| 2011 | Diploma al mèrit: Actriu de televisió de la dècada | Guanyadora |
| 2021 | Diploma al mèrit: Actriu de televisió de la dècada | Guanyadora |

### Premis Tato
| Any  | Categoria                                       | Programa            | Resultat |
| ---- | ----------------------------------------------- | ------------------- | -------- |
| 2012 | Mykkor actriu de repartiment en ficció unitària | Tiempos compulsivos | Nominada |
| 2013 | Millor actriu protagonista en drama             | En terapia          | Nominada |

### Premis Sur
| Any  | Categoria                  | Programa    | Resultat |
| ---- | -------------------------- | ----------- | -------- |
| 2012 | Millor actriu protagonista | Dos más dos | Nominada |

### Premis Hugo
| Any  | Categoria          | Programa       | Resultat |
| ---- | ------------------ | -------------- | -------- |
| 2010 | revelació femenina | Corazón idiota | Nominada |

### Premis ACE
| Any  | Categoria                                       | Programa      | Resultat |
| ---- | ----------------------------------------------- | ------------- | -------- |
| 2015 | Actriu protagonista drama i/o comèdia dramàtica | Venus en piel | Nominada |